# Гизларенго
Гизларенго (итал. Ghislarengo) — коммуна в Италии, располагается в регионе Пьемонт, в провинции Верчелли.
Население составляет 833 человека (2008 г.), плотность населения составляет 69 чел./км². Занимает площадь 12 км². Почтовый индекс — 13030. Телефонный код — 0161.
Покровителем коммуны почитается святой Феликс, празднование в первое воскресение сентября. 

## Демография
Динамика населения:

## Администрация коммуны
- Официальный сайт: